# Campionato europeo femminile di pallamano 2018
Il campionato europeo femminile di pallamano 2018 è stata la tredicesima edizione del massimo torneo di pallamano per squadre nazionali femminili, organizzato dalla European Handball Federation (EHF). Il torneo si è disputato dal 29 novembre al 16 dicembre 2018 in Francia. Vi hanno preso parte sedici rappresentative nazionali. Il torneo è stato vinto per la prima volta dalla Francia, che in finale ha sconfitto la Russia.

## Formato
Le sedici nazionali partecipanti sono state suddivise in quattro gironi da quattro squadre ciascuno. Le prime tre classificate accedevano alla seconda fase, dove sono state suddivise in due gironi da sei squadre ciascuno: ciascuna squadra portava nella seconda fase i punti conquistati contro le altre due qualificate del proprio girone e affrontava le altre tre squadre. Le prime due classificate accedevano alle semifinali, mentre le terze partecipavano alla finale per il quinto posto. La prime tre classificate sono qualificate al campionato mondiale 2019. La prima classificata è qualificata al torneo femminile dei Giochi della XXXII Olimpiade.

## Impianti
Il torneo è stato disputato in cinque sedi: Brest, Montbéliard, Nancy, Nantes e Parigi.
| Parigi                                        | Parigi                                        | Nantes                                        | Nantes                      | Montbéliard                 | Montbéliard                 |
| --------------------------------------------- | --------------------------------------------- | --------------------------------------------- | --------------------------- | --------------------------- | --------------------------- |
| AccorHotels Arena Capacità: 15 603            | AccorHotels Arena Capacità: 15 603            | Hall XXL Capacità: 12 000                     | Hall XXL Capacità: 12 000   | Axone Capacità: 6 400       | Axone Capacità: 6 400       |
|                                               |                                               |                                               |                             |                             |                             |
| Parigi Nantes Montbéliard Nancy Brest         |                                               |                                               |                             |                             |                             |
| Nancy                                         | Nancy                                         | Nancy                                         | Brest                       | Brest                       | Brest                       |
| Palais des sports Jean-Weille Capacità: 6 000 | Palais des sports Jean-Weille Capacità: 6 000 | Palais des sports Jean-Weille Capacità: 6 000 | Brest Arena Capacità: 4 500 | Brest Arena Capacità: 4 500 | Brest Arena Capacità: 4 500 |
|                                               |                                               |                                               |                             |                             |                             |

## Qualificazioni
Le qualificazioni al campionato europeo si sono sviluppate su due fasi. Alla prima fase hanno partecipato 6 squadre nazionali, che hanno disputato due gironi all'italiana con partite di sola andata, al termine del quale le squadre prime classificate hanno conquistato l'accesso alla seconda fase. Alla seconda fase partecipano 28 squadre nazionali, suddivise in sette gironi da quattro squadre ciascuno. In ciascun raggruppamento si disputa un girone all'italiana con partite di andata e ritorno e le prime due classificate di ciascun girone sono ammesse alla fase finale del campionato europeo.

## Squadre partecipanti
| Pr. | Squadra     | Qualificata come                         | Data di qualificazione | Precedenti partecipazioni                                                   |
| --- | ----------- | ---------------------------------------- | ---------------------- | --------------------------------------------------------------------------- |
| 1   | Francia     | Nazione organizzatrice della fase finale | 20 settembre 2014      | 9 (2000, 2002, 2004, 2006, 2008, 2010, 2012, 2014, 2016)                    |
| 2   | Danimarca   | Vincente girone 5 di qualificazione      | 24 marzo 2018          | 12 (1994, 1996, 1998, 2000, 2002, 2004, 2006, 2008, 2010, 2012, 2014, 2016) |
| 3   | Montenegro  | Vincente girone 2 di qualificazione      | 24 marzo 2018          | 4 (2010, 2012, 2014, 2016)                                                  |
| 4   | Norvegia    | Vincente girone 1 di qualificazione      | 24 marzo 2018          | 12 (1994, 1996, 1998, 2000, 2002, 2004, 2006, 2008, 2010, 2012, 2014, 2016) |
| 5   | Spagna      | Vincente girone 6 di qualificazione      | 30 maggio 2018         | 9 (1998, 2002, 2004, 2006, 2008, 2010, 2012, 2014, 2016)                    |
| 6   | Serbia      | Vincente girone 3 di qualificazione      | 30 maggio 2018         | 9 (2000, 2002, 2004, 2006, 2008, 2010, 2012, 2014, 2016)                    |
| 7   | Svezia      | Seconda girone 3 di qualificazione       | 30 maggio 2018         | 10 (1994, 1996, 2002, 2004, 2006, 2008, 2010, 2012, 2014, 2016)             |
| 8   | Germania    | Seconda girone 6 di qualificazione       | 31 maggio 2018         | 12 (1994, 1996, 1998, 2000, 2002, 2004, 2006, 2008, 2010, 2012, 2014, 2016) |
| 9   | Ungheria    | Vincente girone 7 di qualificazione      | 31 maggio 2018         | 12 (1994, 1996, 1998, 2000, 2002, 2004, 2006, 2008, 2010, 2012, 2014, 2016) |
| 10  | Paesi Bassi | Seconda girone 7 di qualificazione       | 31 maggio 2018         | 6 (1998, 2002, 2006, 2010, 2014, 2016)                                      |
| 11  | Romania     | Vincente girone 4 di qualificazione      | 31 maggio 2018         | 11 (1994, 1996, 1998, 2000, 2002, 2004, 2008, 2010, 2012, 2014, 2016)       |
| 12  | Croazia     | Seconda girone 1 di qualificazione       | 2 giugno 2018          | 9 (1994, 1996, 2004, 2006, 2008, 2010, 2012, 2014, 2016)                    |
| 13  | Russia      | Seconda girone 4 di qualificazione       | 3 giugno 2018          | 12 (1994, 1996, 1998, 2000, 2002, 2004, 2006, 2008, 2010, 2012, 2014, 2016) |
| 14  | Polonia     | Seconda girone 2 di qualificazione       | 3 giugno 2018          | 5 (1996, 1998, 2006, 2014, 2016)                                            |
| 15  | Rep. Ceca   | Seconda girone 5 di qualificazione       | 3 giugno 2018          | 5 (1994, 2002, 2004, 2012, 2016)                                            |
| 16  | Slovenia    | Migliore terza nelle qualificazioni      | 3 giugno 2018          | 5 (2002, 2004, 2006, 2010, 2016)                                            |

## Sorteggio
Il sorteggio dei gironi si è svolto il 12 giugno 2018 alla Maison de la Radio di Parigi.
| Urna 1                                      | Urna 2                                   | Urna 3                                     | Urna 4                                     |
| ------------------------------------------- | ---------------------------------------- | ------------------------------------------ | ------------------------------------------ |
| - Norvegia - Ungheria - Francia - Danimarca | - Romania - Spagna - Serbia - Montenegro | - Paesi Bassi - Germania - Russia - Svezia | - Rep. Ceca - Polonia - Austria - Slovenia |

## Prima fase

### Girone A

#### Classifica finale
| Pos. | Squadra   | Pt | G | V | N | P | GF | GS | DR  |
| ---- | --------- | -- | - | - | - | - | -- | -- | --- |
| 1.   | Serbia    | 4  | 3 | 2 | 0 | 1 | 84 | 73 | +11 |
| 2.   | Svezia    | 4  | 3 | 2 | 0 | 1 | 74 | 73 | +1  |
| 3.   | Danimarca | 4  | 3 | 2 | 0 | 1 | 83 | 80 | +3  |
| 4.   | Polonia   | 0  | 3 | 0 | 0 | 3 | 69 | 84 | -15 |

#### Risultati
| Nantes 30 novembre 2018, ore 18:00 CET | Serbia | 33 – 26 (13-14) referto | Polonia | Hall XXL |

| Nantes 30 novembre 2018, ore 21:00 CET | Danimarca | 30 – 29 (15-16) referto | Svezia | Hall XXL |

| Nantes 2 dicembre 2018, ore 15:00 CET | Polonia | 21 – 28 (9-11) referto | Danimarca | Hall XXL |

| Nantes 2 dicembre 2018, ore 18:00 CET | Svezia | 22 – 21 (11-13) referto | Serbia | Hall XXL |

| Nantes 4 dicembre 2018, ore 18:00 CET | Svezia | 23 – 22 (10-5) referto | Polonia | Hall XXL |

| Nantes 4 dicembre 2018, ore 21:00 CET | Danimarca | 25 – 30 (13-17) referto | Serbia | Hall XXL |

### Girone B

#### Classifica finale
| Pos. | Squadra    | Pt | G | V | N | P | GF | GS | DR  |
| ---- | ---------- | -- | - | - | - | - | -- | -- | --- |
| 1.   | Russia     | 4  | 3 | 2 | 0 | 1 | 77 | 75 | +2  |
| 2.   | Francia    | 4  | 3 | 2 | 0 | 1 | 78 | 67 | +11 |
| 3.   | Montenegro | 2  | 3 | 1 | 0 | 2 | 79 | 81 | -2  |
| 4.   | Slovenia   | 2  | 3 | 1 | 0 | 2 | 82 | 93 | -11 |

#### Risultati
| Nancy 29 novembre 2018, ore 21:00 CET | Francia | 23 – 26 (11-11) referto | Russia | Palais des sports Jean-Weille |

| Nancy 30 novembre 2018, ore 21:00 CET | Montenegro | 36 – 32 (18-12) referto | Slovenia | Palais des sports Jean-Weille |

| Nancy 2 dicembre 2018, ore 15:00 CET | Slovenia | 21 – 30 (8-17) referto | Francia | Palais des sports Jean-Weille |

| Nancy 2 dicembre 2018, ore 18:00 CET | Russia | 24 – 23 (13-15) referto | Montenegro | Palais des sports Jean-Weille |

| Nancy 4 dicembre 2018, ore 18:00 CET | Russia | 27 – 29 (13-13) referto | Slovenia | Palais des sports Jean-Weille |

| Nancy 4 dicembre 2018, ore 21:00 CET | Francia | 25 – 20 (16-8) referto | Montenegro | Palais des sports Jean-Weille |

### Girone C

#### Classifica finale
| Pos. | Squadra     | Pt | G | V | N | P | GF | GS | DR  |
| ---- | ----------- | -- | - | - | - | - | -- | -- | --- |
| 1.   | Paesi Bassi | 6  | 3 | 3 | 0 | 0 | 90 | 75 | +15 |
| 2.   | Ungheria    | 4  | 3 | 2 | 0 | 1 | 81 | 72 | +9  |
| 3.   | Spagna      | 2  | 3 | 1 | 0 | 2 | 78 | 78 | 0   |
| 4.   | Croazia     | 0  | 3 | 0 | 0 | 3 | 59 | 83 | -24 |

#### Risultati
| Montbéliard 1º dicembre 2018, ore 15:00 CET | Ungheria | 25 – 28 (11-11) referto | Paesi Bassi | Axone |

| Montbéliard 1º dicembre 2018, ore 18:00 CET | Spagna | 25 – 18 (15-5) referto | Croazia | Axone |

| Montbéliard 3 dicembre 2018, ore 18:00 CET | Croazia | 18 – 24 (9-13) referto | Ungheria | Axone |

| Montbéliard 3 dicembre 2018, ore 21:00 CET | Paesi Bassi | 28 – 27 (14-11) referto | Spagna | Axone |

| Montbéliard 5 dicembre 2018, ore 18:00 CET | Paesi Bassi | 34 – 23 (17-10) referto | Croazia | Axone |

| Montbéliard 5 dicembre 2018, ore 21:00 CET | Ungheria | 32 – 26 (19-14) referto | Spagna | Axone |

### Girone D

#### Classifica finale
| Pos. | Squadra   | Pt | G | V | N | P | GF | GS | DR  |
| ---- | --------- | -- | - | - | - | - | -- | -- | --- |
| 1.   | Romania   | 6  | 3 | 3 | 0 | 0 | 91 | 75 | +16 |
| 2.   | Germania  | 4  | 3 | 2 | 0 | 1 | 87 | 89 | -2  |
| 3.   | Norvegia  | 2  | 3 | 1 | 0 | 2 | 86 | 81 | +5  |
| 4.   | Rep. Ceca | 0  | 3 | 0 | 0 | 3 | 73 | 92 | -19 |

#### Risultati
| Brest 1º dicembre 2018, ore 15:00 CET | Norvegia | 32 – 33 (16-15) referto | Germania | Brest Arena |

| Brest 1º dicembre 2018, ore 18:00 CET | Romania | 31 – 28 (17-11) referto | Rep. Ceca | Brest Arena |

| Brest 3 dicembre 2018, ore 18:00 CET | Germania | 24 – 29 (11-14) referto | Romania | Brest Arena |

| Brest 3 dicembre 2018, ore 21:00 CET | Rep. Ceca | 17 – 31 (10-20) referto | Norvegia | Brest Arena |

| Brest 5 dicembre 2018, ore 18:00 CET | Germania | 30 – 28 (16-16) referto | Rep. Ceca | Brest Arena |

| Brest 5 dicembre 2018, ore 21:00 CET | Norvegia | 23 – 31 (12-18) referto | Romania | Brest Arena |

## Seconda fase

### Girone I

#### Classifica finale
| Pos. | Squadra    | Pt | G | V | N | P | GF  | GS  | DR  |
| ---- | ---------- | -- | - | - | - | - | --- | --- | --- |
| 1.   | Russia     | 8  | 5 | 4 | 0 | 1 | 141 | 131 | +10 |
| 2.   | Francia    | 7  | 5 | 3 | 1 | 1 | 136 | 118 | +18 |
| 3.   | Svezia     | 5  | 5 | 2 | 1 | 2 | 139 | 132 | +7  |
| 4.   | Danimarca  | 4  | 5 | 2 | 0 | 3 | 123 | 143 | -20 |
| 5.   | Montenegro | 4  | 5 | 2 | 0 | 3 | 124 | 128 | -4  |
| 6.   | Serbia     | 2  | 5 | 1 | 0 | 4 | 131 | 142 | -11 |

#### Risultati
| Nantes 6 dicembre 2018, ore 18:00 CET | Danimarca | 23 – 29 (11-17) referto | Francia | Hall XXL |

| Nantes 6 dicembre 2018, ore 21:00 CET | Svezia | 28 – 30 (14-18) referto | Montenegro | Hall XXL |

| Nantes 9 dicembre 2018, ore 15:00 CET | Svezia | 21 – 21 (14-11) referto | Francia | Hall XXL |

| Nantes 9 dicembre 2018, ore 18:00 CET | Serbia | 25 – 29 (13-16) referto | Russia | Hall XXL |

| Nantes 10 dicembre 2018, ore 18:00 CET | Danimarca | 21 – 32 (9-14) referto | Russia | Hall XXL |

| Nantes 10 dicembre 2018, ore 21:00 CET | Serbia | 27 – 28 (15-12) referto | Montenegro | Hall XXL |

| Nantes 12 dicembre 2018, ore 15:45 CET | Danimarca | 24 – 23 (15-11) referto | Montenegro | Hall XXL |

| Nantes 12 dicembre 2018, ore 18:00 CET | Svezia | 39 – 30 (18-17) referto | Russia | Hall XXL |

| Nantes 12 dicembre 2018, ore 21:00 CET | Serbia | 28 – 38 (14-18) referto | Francia | Hall XXL |

### Girone II

#### Classifica finale
| Pos. | Squadra     | Pt | G | V | N | P | GF  | GS  | DR  |
| ---- | ----------- | -- | - | - | - | - | --- | --- | --- |
| 1.   | Paesi Bassi | 8  | 5 | 4 | 0 | 1 | 128 | 126 | +2  |
| 2.   | Romania     | 6  | 5 | 3 | 0 | 2 | 140 | 132 | +8  |
| 3.   | Norvegia    | 6  | 5 | 3 | 0 | 2 | 155 | 131 | +24 |
| 4.   | Ungheria    | 6  | 5 | 3 | 0 | 2 | 139 | 146 | -7  |
| 5.   | Germania    | 4  | 5 | 2 | 0 | 3 | 132 | 137 | -5  |
| 6.   | Spagna      | 0  | 5 | 0 | 0 | 5 | 127 | 149 | -22 |

#### Risultati
| Nancy 7 dicembre 2018, ore 18:00 CET | Spagna | 23 – 29 (9-17) referto | Germania | Palais des sports Jean-Weille |

| Nancy 7 dicembre 2018, ore 21:00 CET | Ungheria | 25 – 38 (12-19) referto | Norvegia | Palais des sports Jean-Weille |

| Nancy 9 dicembre 2018, ore 15:00 CET | Ungheria | 26 – 25 (12-10) referto | Germania | Palais des sports Jean-Weille |

| Nancy 9 dicembre 2018, ore 18:00 CET | Paesi Bassi | 29 – 24 (11-10) referto | Romania | Palais des sports Jean-Weille |

| Nancy 11 dicembre 2018, ore 18:00 CET | Spagna | 25 – 27 (12-10) referto | Romania | Palais des sports Jean-Weille |

| Nancy 11 dicembre 2018, ore 21:00 CET | Paesi Bassi | 16 – 29 (7-15) referto | Norvegia | Palais des sports Jean-Weille |

| Nancy 13 dicembre 2018, ore 15:45 CET | Spagna | 26 – 33 (17-18) referto | Norvegia | Palais des sports Jean-Weille |

| Nancy 13 dicembre 2018, ore 18:00 CET | Ungheria | 31 – 29 (17-17) referto | Romania | Palais des sports Jean-Weille |

| Nancy 13 dicembre 2018, ore 21:00 CET | Paesi Bassi | 27 – 21 (13-11) referto | Germania | Palais des sports Jean-Weille |

## Fase a eliminazione diretta

### Tabellone
|  | Semifinali  | Semifinali  | Semifinali |         |        | Finale          | Finale          | Finale          |  |
|  |             |             |            |         |        |                 |                 |                 |  |
|  | Russia      | Russia      | 28         |         |        |                 |                 |                 |  |
|  | Russia      | Russia      | 28         |         |        |                 |                 |                 |  |
|  | Romania     | Romania     | 22         |         |        |                 |                 |                 |  |
|  | Romania     | Romania     | 22         |         | Russia | Russia          | 21              |                 |  |
|  |             |             |            |         | Russia | Russia          | 21              |                 |  |
|  |             |             | Francia    | Francia | 24     |                 |                 |                 |  |
|  | Paesi Bassi | Paesi Bassi | Francia    | Francia | 24     | 21              |                 |                 |  |
|  | Paesi Bassi | Paesi Bassi |            |         |        | 21              |                 |                 |  |
|  | Francia     | Francia     | 27         |         |        | Finale 3º posto | Finale 3º posto | Finale 3º posto |  |
|  | Francia     | Francia     | 27         |         |        |                 |                 |                 |  |
|  |             |             |            |         |        |                 |                 |                 |  |
|  |             |             |            |         |        | Romania         | Romania         | 20              |  |
|  |             |             |            |         |        | Romania         | Romania         | 20              |  |
|  |             |             |            |         |        | Paesi Bassi     | Paesi Bassi     | 24              |  |

### Semifinali
| Parigi 14 dicembre 2018, ore 17:30 CET | Russia | 28 – 22 (16-15) referto | Romania | AccorHotels Arena (8 122 spett.) |

| Parigi 14 dicembre 2018, ore 21:00 CET | Paesi Bassi | 21 – 27 (11-12) referto | Francia | AccorHotels Arena (12 463 spett.) |

### Finale 5º posto
| Parigi 14 dicembre 2018, ore 14:00 CET | Svezia | 29 – 38 (14-22) referto | Norvegia | AccorHotels Arena (8 639 spett.) |

### Finale 3º posto
| Parigi 16 dicembre 2018, ore 14:00 CET | Romania | 20 – 24 (8-15) referto | Paesi Bassi | AccorHotels Arena (13 145 spett.) |

### Finale
| Parigi 16 dicembre 2018, ore 17:30 CET | Russia | 21 – 24 (12-13) referto | Francia | AccorHotels Arena (14 000 spett.) |

## Classifica finale
| Pos.    | Nazione     |
| ------- | ----------- |
| Oro     | Francia     |
| Argento | Russia      |
| Bronzo  | Paesi Bassi |
| 4       | Romania     |
| 5       | Norvegia    |
| 6       | Svezia      |
| 7       | Ungheria    |
| 8       | Danimarca   |
| 9       | Montenegro  |
| 10      | Germania    |
| 11      | Serbia      |
| 12      | Spagna      |
| 13      | Slovenia    |
| 14      | Polonia     |
| 15      | Rep. Ceca   |
| 16      | Croazia     |

|  | Qualificata ai campionato mondiale 2019 e ai Giochi della XXXII Olimpiade |
|  | Qualificata al campionato mondiale 2019                                   |

## Statistiche

### Classifica marcatrici
Fonte:.
| Pos. | Nome                  | Nazionale   | Reti | Tiri |
| ---- | --------------------- | ----------- | ---- | ---- |
| 1    | Katarina Krpež Šlezak | Slovenia    | 50   | 70   |
| 2    | Eliza Buceschi        | Romania     | 45   | 67   |
| 3    | Cristina Neagu        | Romania     | 44   | 82   |
| 4    | Anna Vjachireva       | Russia      | 43   | 66   |
| 5    | Estelle Nze Minko     | Francia     | 38   | 46   |
| 6    | Estavana Polman       | Paesi Bassi | 36   | 73   |
| 7    | Nathalie Hagman       | Svezia      | 35   | 50   |
| 7    | Jovanka Radičević     | Montenegro  | 35   | 51   |
| 9    | Đurđina Jauković      | Montenegro  | 34   | 61   |
| 10   | Stine Bredal Oftedal  | Norvegia    | 33   | 55   |
| 10   | Crina Pintea          | Romania     | 33   | 52   |

## Premi individuali
L'All Star Team e i premi sono stati annunciati il 16 dicembre 2018.
| Ruolo              | Giocatrice           |
| ------------------ | -------------------- |
| Miglior giocatrice | Anna Vjachireva      |
| Miglior difensore  | Kelly Dulfer         |
| Portiere           | Amandine Leynaud     |
| Ala sinistra       | Majda Mehmedović     |
| Terzino sinistro   | Noémi Háfra          |
| Centrale           | Stine Bredal Oftedal |
| Terzino destro     | Alicia Stolle        |
| Ala destra         | Carmen Martín        |
| Pivot              | Crina Pintea         |